# Generale dell'Esercito svizzero
Nell'esercito svizzero il grado di generale è attribuito solo in caso di guerra.
Il parlamento federale è responsabile, in caso di bisogno, di nominare un generale comandante dell'esercito. La maggior parte delle volte viene scelto un comandante di corpo in servizio.
Dal primo gennaio 2004, quando è entrata in funzione la riforma definita Esercito XXI, la Svizzera dispone di un comandante delle Forze Armate che ricopre la funzione di Capo dell'Esercito, nominato dal consiglio federale.

## Lista dei generali dell'esercito svizzero
Qui di seguito una lista dei generali svizzeri (tra parentesi la data corrispondente al periodo di inizio e fine del loro mandato e l'evento che ha condotto a nominarli). Da tener conto che fino al 1848 erano comandanti supremi dell'esercito o comandanti in capo solo per settori operativi particolari o per determinati impieghi di truppe. Quindi non veri e propri generali.

### Prima del 1798
- Ulrich von Sax (1511; Guerra della Lega di Cambrai)
- Ludwig von Erlach (1633 e 1636; guerra dei Trent'anni)
- Sebastian Peregrin Zwyer von Evebach (1653 e 1656)
- Wilhelm Bernhard von Muralt (1792; rivoluzione di Ginevra)
- Karl Ludwig von Erlach (1798; invasione francese)

### Durante la Repubblica elvetica
- Augustin Keller
- Johann Weber (generale)
- Joseph Leonz Andermatt
- Pierre von der Weid

### Dal 1803 al 1847
- Niklaus Rudolf von Wattenwyl (1805, 1809 e 1813; guerre napoleoniche)
- Niklaus Franz von Bachmann (1815; Cento Giorni)
- Charles-Jules Guiguer de Prangins (1830 e 1838; esitazione del 1830 e minaccia francese per l'estradizione di Louis-Napoléon Bonaparte)
- Peter Ludwig von Donatz (1845)
- Guillaume-Henri Dufour (1847; guerra del Sonderbund)
- Johann Ulrich von Salis-Soglio (1847; guerra del Sonderbund)

### Dal 1848
- Guillaume-Henri Dufour (1849, 1856 e 1859; affari di Neuchâtel)
- Hans Herzog (1870-71; guerra franco-prussiana)
- Ulrich Wille (1914-18; Prima guerra mondiale)
- Henri Guisan (1939-45; Seconda guerra mondiale)

## Visite all'estero
Questi due quadri hanno ricevuto i gradi di generale per le visite all'estero per i trattati sulla Corea:
- 2000-2004: Adrien Evéquoz
- 2004-2007: Gerhard Brügger
- 2007-?: Jean-Jacques Joss

## Capo dell'esercito svizzero
Sono i Capi dell'Esercito Svizzero, ma non ufficialmente generali.
- Christophe Keckeis (2003 - 2007)
- Roland Nef (2008)
- André Blattmann (2008, 2016)
- Philippe Rebord (2017 - 2019)
- Thomas Süssli (2019 - attualmente in carica)